# Olympische Sommerspiele 2000/Teilnehmer (Bhutan)
| Gelbes Symbol für Goldmedaillen mit stilisierten Olympischen Ringen | Graues Symbol für Silbermedaillen mit stilisierten Olympischen Ringen | Braundes Symbol für Bronzemedaillen mit stilisierten Olympischen Ringen |
| ------------------------------------------------------------------- | --------------------------------------------------------------------- | ----------------------------------------------------------------------- |
| —                                                                   | —                                                                     | —                                                                       |

Bhutan nahm an den Olympischen Sommerspielen 2000 in der australischen Metropole Sydney mit zwei Sportlern, einer Frau und einem Mann, in einer Sportart teil.
Seit 1984 war es die fünfte Teilnahme des asiatischen Staates bei Olympischen Sommerspielen.

## Flaggenträger
Der Bogenschütze Jubzang Jubzang trug die Flagge Bhutans während der Eröffnungsfeier im Stadium Australia.

## Teilnehmer nach Sportarten

### Bogenschießen
- Jubzang Jubzang
Einzel: 43. Platz

- Tshering Chhoden
Frauen, Einzel: 43. Platz